# سانت أوبي
أوبينا نوافور (بالإنجليزية: Saint Obi)‏ (من مواليد 16 نوفمبر 1965) المعروف شعبيا باسم سانت أوبي، هو ممثل نيجيري، ومنتج ومخرج. يشتهر سانت أوبي بأدواره في «ضوء الشمعة» و«ساكوبي»، «وداعا غدا»، «قلب الذهب»، «مهرجان النار»، «الجريمة التنفيذية» و«الحفلة الأخيرة». درس فنون المسرح في جامعة جوس. ودخل سانت أوبي إلى مسرح التمثيل في عام 1996، بعد قيامه بإعلان تجاري لشركة بيجو. ولعب دور البطولة في أكثر من 60 فيلمًا. في عام 2001، أنتج سانت أوبي فيلمه الأول بعنوان «خذني إلى ماما»، حيث لعب دور جيري جنبًا إلى جنب مع إبي سام وراشيل أونيغا ونسي أبيل وإنيبيلي إليبوا.